# آشپزی استونیایی

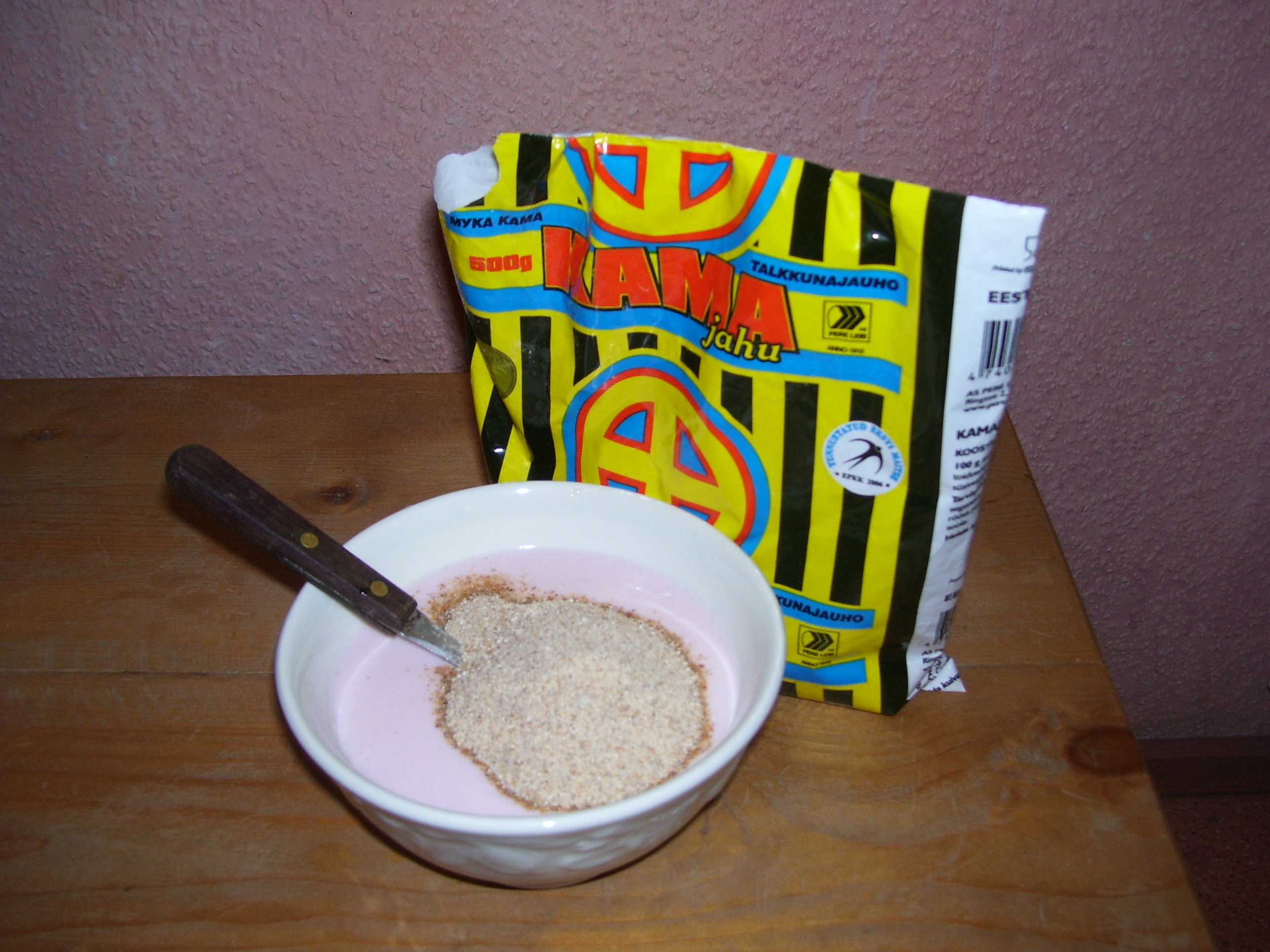
کاما، تهیه شده از غلات و آرد حبوبات آسیاب شده که معمولاً با شیر، دوغ، ماست یا کفیر مخلوط می‌شود یا برای تهیه دسر استفاده می‌شود.

غذاهای سنتی استونی اساساً برپایه گوشت، سیب‌زمینی و ماهی در مناطق ساحلی و کنار دریاچه استوار است، اما اکنون تحت تأثیر بسیاری از غذاهای دیگر، از جمله انواع غذاهای بین‌المللی است.
معمولی‌ترین غذاها در استونی نان چاودار، گوشت خوک، سیب زمینی و محصولات لبنی است. عادات غذایی استونیایی‌ها از لحاظ تاریخی ارتباط نزدیکی با فصول سال دارد. از نظر مواد اولیه، استونی کاملاً به آبجو، ودکا، نان چاودار و گوشت خوک اروپا وابسته است.

## نگارخانه

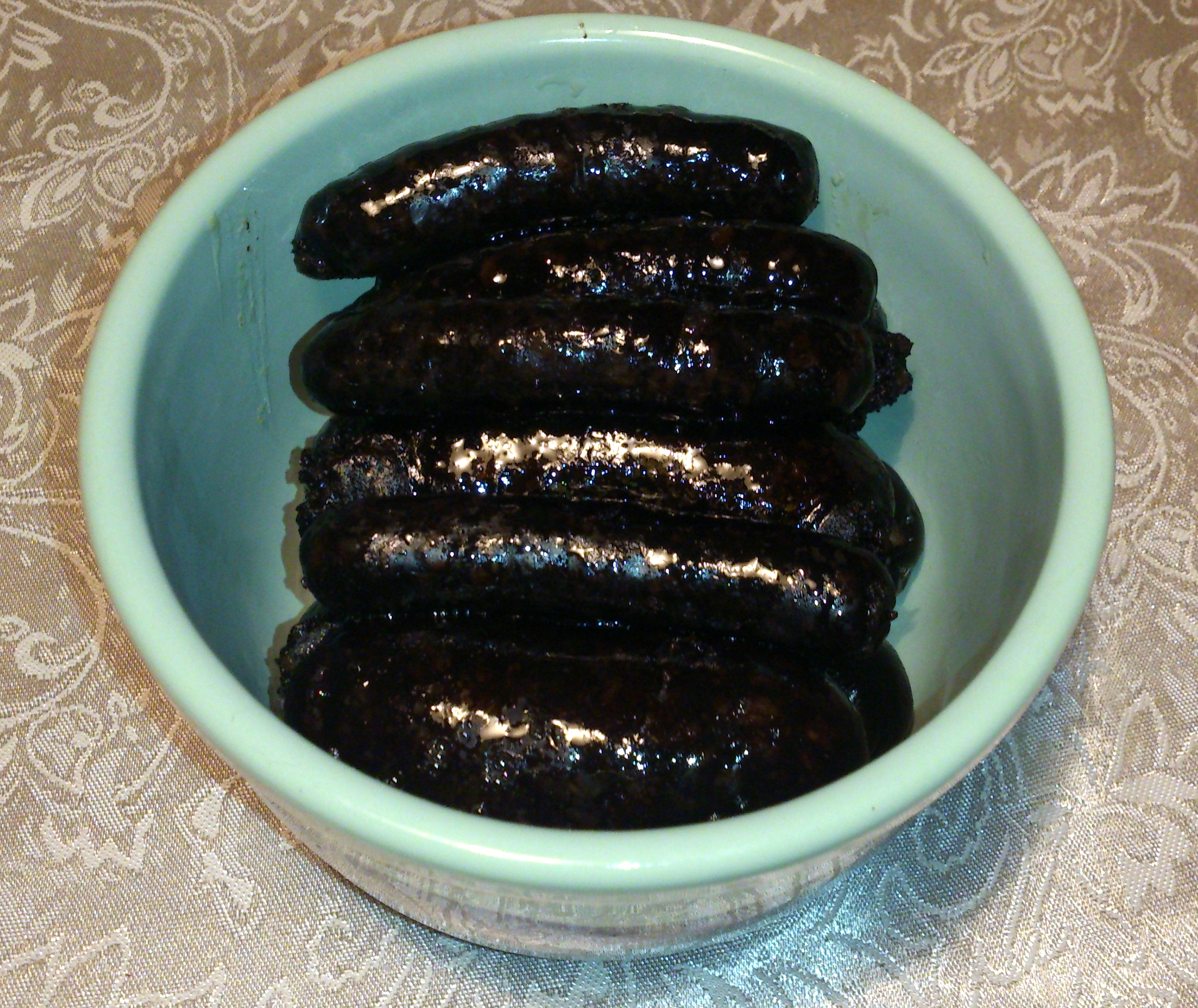
Oven cooked verivorst (blood sausage)
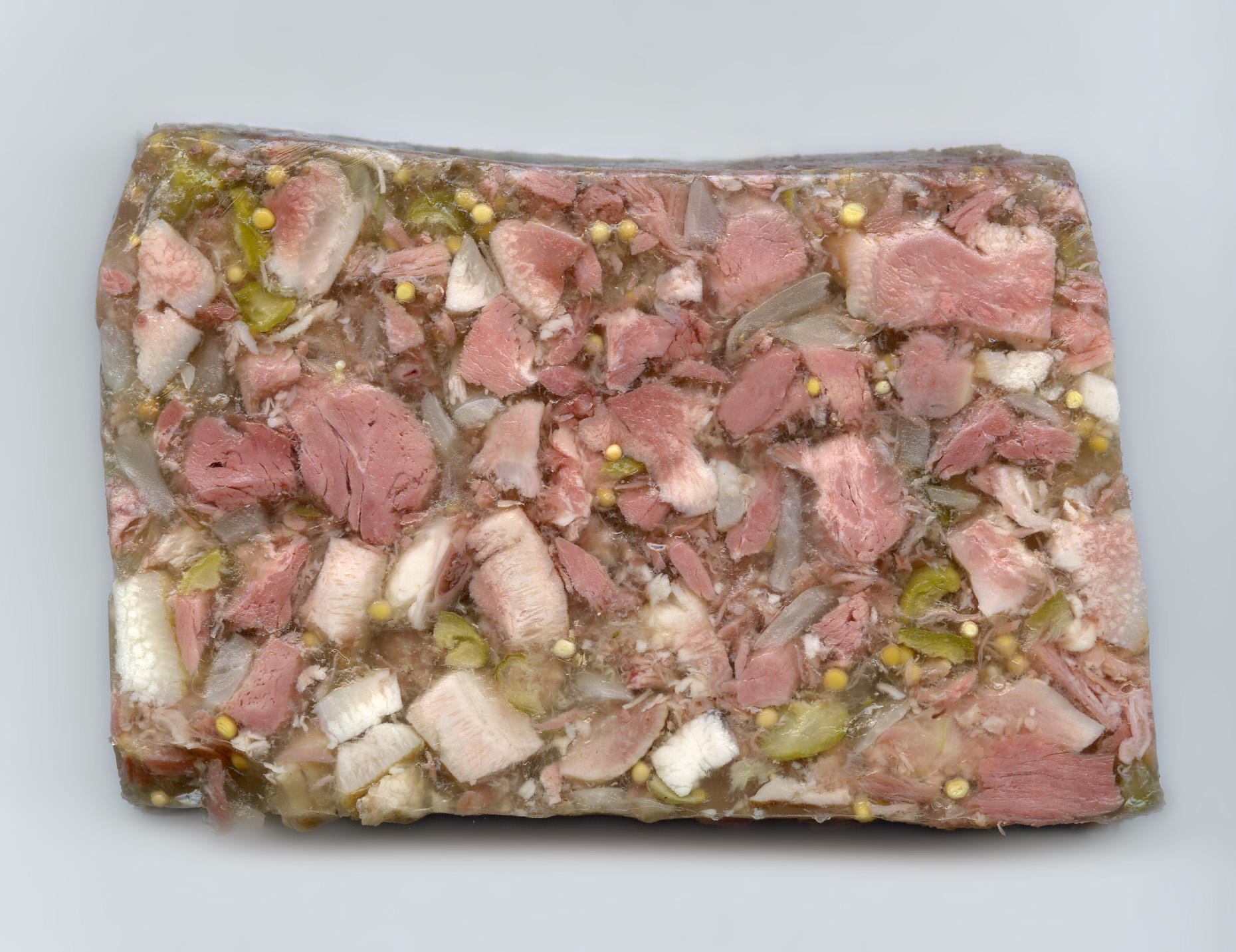
Sült (head cheese)
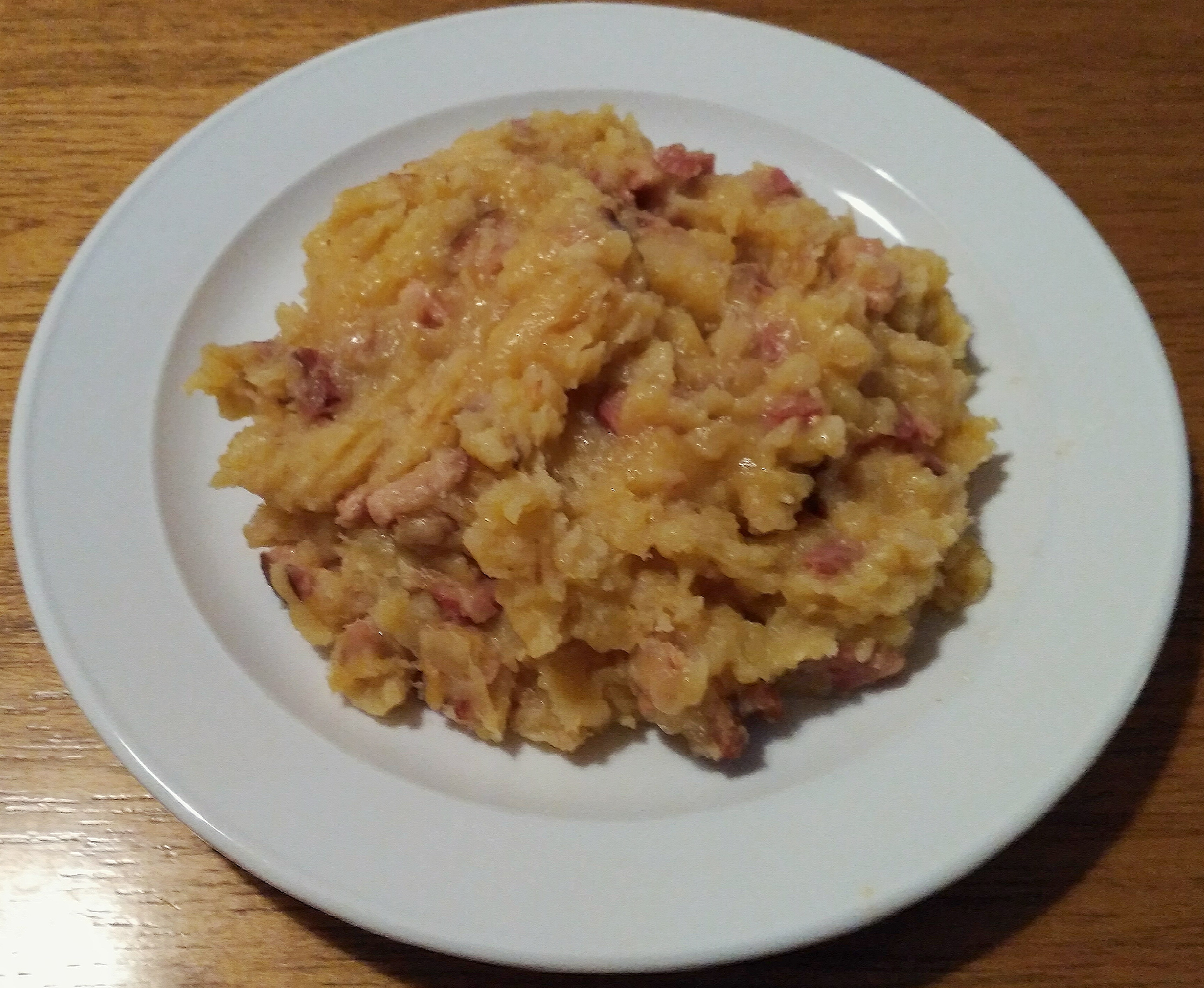
Mulgipuder, a national dish of Estonia made with potatoes, groats, and meat
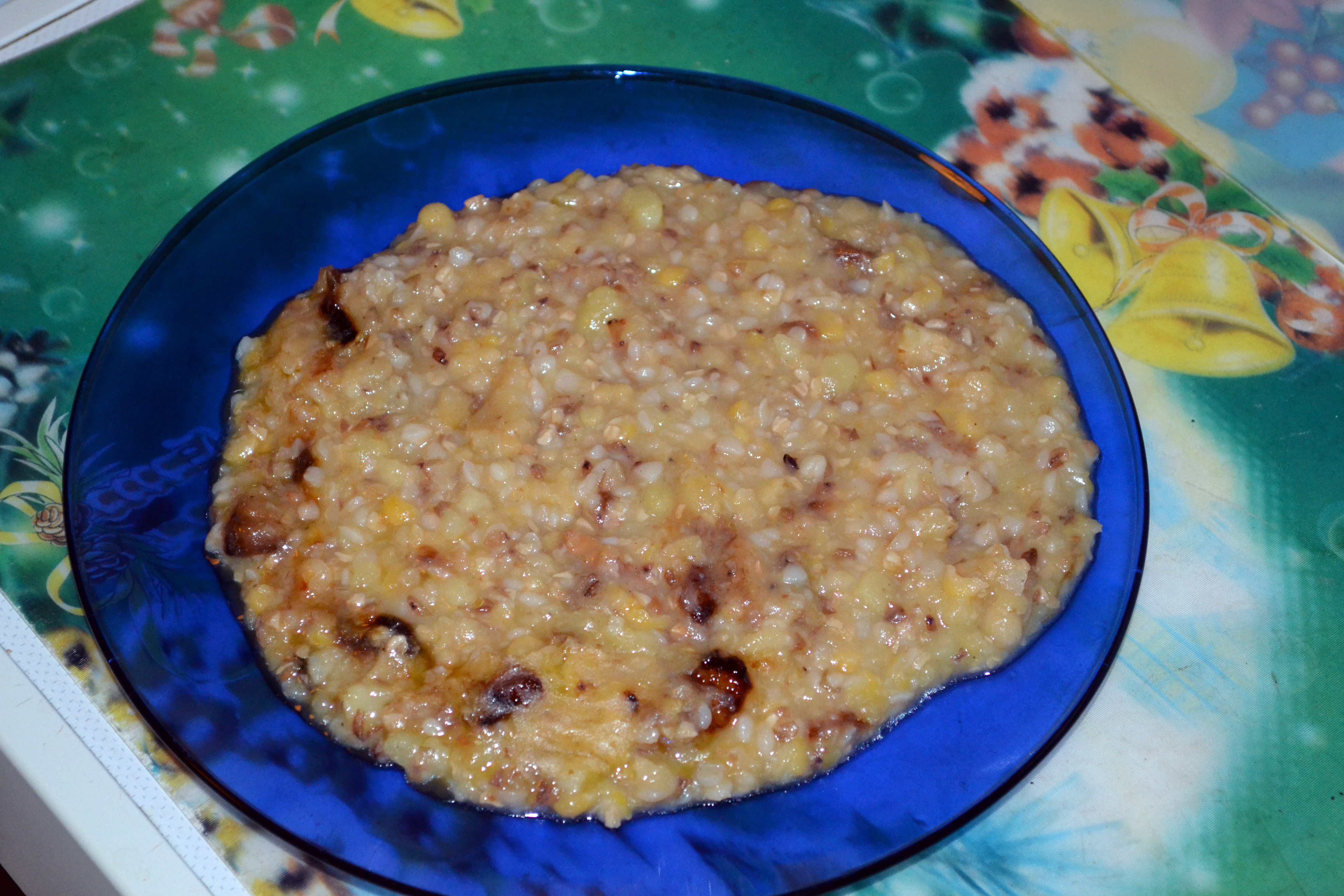
Hernetatrapuder, a pea and buckwheat porridge
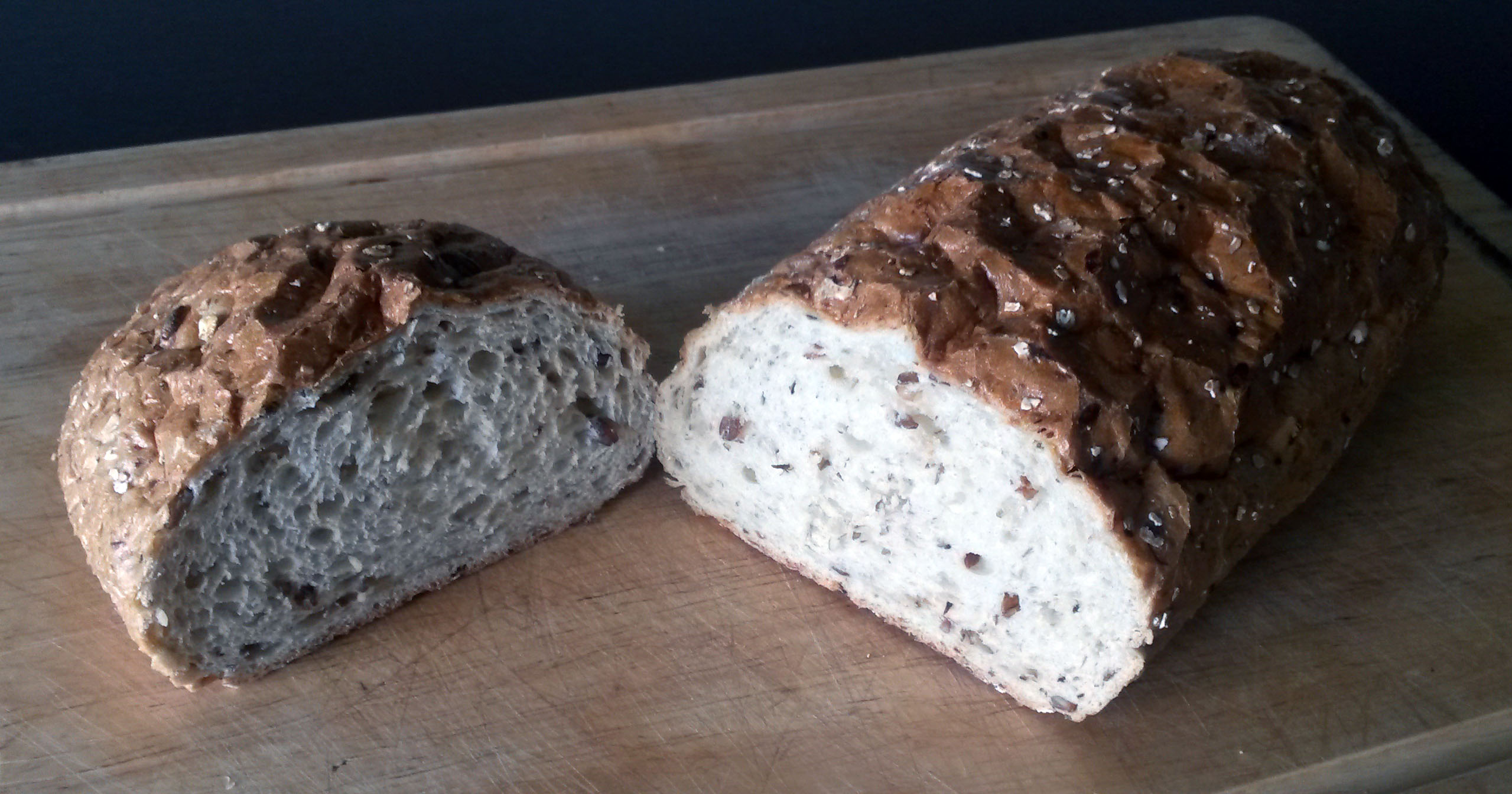
Sepik (whole wheat bread)